# Club Deportivo Básico Balonmano Aragón
El Club Deportivo Básico Balonmano Aragón, también llamado Balonmano Aragón, fue un club profesional español de balonmano fundado en diciembre de 2003, mes en el que la Caja de Ahorros de la Inmaculada (CAI) pasó a ser el máximo patrocinador de la entidad entonces presidida por el irunés Ricardo Arregui. Posteriormente, en julio de 2008, la entidad naranja estuvo dirigida por Domingo Aguerri, empresario que dirige la constructora Ideconsa, que a su vez es socio-patrocinador del club. En agosto de 2012 el club pasa a denominarse BM. Aragón. 
En julio de 2013, Domingo Aguerri deja la presidencia del CDB Balonmano Aragón y toma las riendas Óscar Mainer, el hasta entonces director deportivo y gerente de la entidad.
En abril de 2016 se retira de la Liga Asobal y desaparece como club por motivos económicos, siendo una gran pérdida la de la institución en el panomarama deportivo de Aragón y del balonmano nacional.

## Plantilla 2013-2014
Entrenador : Mariano Ortega  España

Segundo entrenador : Jorge Moliner  España

Delegado : Juan Caamaño  España

Médico : Francisco Tolosa  España

Fisioterapeuta : Fernando Sanz  España

Director deportivo : Oscar Mainer  España

| Nº | NOMBRE           | EDAD | TALLA | NACIONALIDAD      | POSICIÓN          |
| 1  | Jorge Gómez      | 24   | 1,86  | Bandera de España | Portero           |
| 12 | Antonio Ibáñez   | 19   | 1,91  | Bandera de España | Portero           |
| 16 | Carlos Jiménez   | 22   | 1,75  | Bandera de España | Portero           |
| 2  | Amadeo Sorli     | 37   | 1,78  | Bandera de España | Extremo izquierdo |
| 23 | Cristian Postigo | 24   | 1,80  | Bandera de España | Extremo izquierdo |
| 24 | Javier Ariño     | 19   | 1,76  | Bandera de España | Extremo izquierdo |
| 8  | Ángel Pérez      | 27   | 1,84  | Bandera de España | Central           |
| 13 | Juan Castro      | 20   | --    | Bandera de España | Central           |
| 9  | Enrique Camas    | 21   | 1,85  | Bandera de España | Extremo derecho   |
| 21 | Antonio Cartón   | 33   | 1,81  | Bandera de España | Extremo derecho   |
| 7  | José Manuel Rial | 22   | 1,95  | Bandera de España | Lateral izquierdo |
| 11 | Demetrio Lozano  | 38   | 1,95  | Bandera de España | Lateral izquierdo |
| 22 | Miguel Sánchez   | 18   | 2,00  | Bandera de España | Lateral izquierdo |
| 17 | Álvaro Del Valle | 19   | 1,90  | Bandera de España | Lateral derecho   |
| 19 | Juan Basmalis    | 27   | 1,92  | Bandera de España | Lateral derecho   |
| 4  | Alejandro Egea   | 23   | 1,90  | Bandera de España | Pivote            |
| 5  | Asier Antonio    | 34   | 2,04  | Bandera de España | Pivote            |
| 6  | Alberto Val      | 27   | 2,08  | Bandera de España | Pivote            |
| 20 | Sebastian Iorban | --   | --    | Bandera de España | Pivote            |
| -- | ---------------- | ---- | ----- | ----------------- | ----------------- |

| Altas | Bajas - Alex Dujshebaev al Atlético de Madrid - Víctor Vigo al Atlético de Madrid - Carlos Molina al Balonmano Huesca - Daniel Arguillas al Ángel Ximénez Puente-Genil - Javier García Rubio al HBC Nantes |

## Historia

### Creación y etapa del club en División de Honor B
En sus inicios, el club se denominaba Balonmano Aragón, equipo que venía del extinto Rótulos Plasneón, presidido por Olvido de Miguel, que consiguió mantener la plaza en la división de plata del balonmano nacional cuando otro equipo zaragozano, el Garbel Zaragoza descendió de la máxima categoría en el año 2000. Con una notable mejoría económica, el CAI Balonmano Aragón logró la segunda plaza de la clasificación por detrás del Algeciras Balonmano, ascendiendo a la Asobal en la temporada 2004-2005 con el aragonés Fernando Bolea como técnico.

### En laLiga ASOBAL

#### Temporada 2005-2006
En la campaña de su debut en la Liga ASOBAL, la 2005-2006, el CAI Balonmano Aragón batió muchos de los registros históricos de la Asobal ratificándose como uno de los mejores debutantes de la historia en la máxima categoría del balonmano español y con un entrenador debutante, el serbio Veroljub Kosovac. Finalmente, quedó clasificado en séptima posición, logrando pase para competir en la Copa EHF. Además, fue semifinalista en la XXXI Copa de S.M. el Rey, celebrada en Almería, donde tras eliminar al anfitrión, perdió ante el Balonmano Ciudad Real el partido que le habría dado acceso a jugar la final. También, logró el máximo número de puntos obtenidos por un equipo de balonmano en su curso de debut en la ASOBAL (28).

#### Temporada 2006-2007
Durante el verano de 2006, el club sufre serias transformaciones a nivel de organigrama interno, con la salida del anterior gerente, y con la entrada de una nueva directora de Marketing y Comunicación. El que hasta entonces era director deportivo del club, Óscar Mainer, convierte su puesto en director gerente, asumiendo un papel más decisivo en un club totalmente profesionalizado. Valero Rivera deja oficialmente de asesorar externamente a la directiva, mientras que Veroljub Kosovac es ratificado como técnico por una temporada más. Llegan jugadores de gran nivel para complementar un proyecto que en apenas dos años había pasado del anonimato al protagonismo absoluto entre los medios de comunicación aragoneses. Carlos Rodríguez Prendes, Antonio Cartón, Beno Lapajne o Robert Arrhenius se unen a los Dalibor Doder, Hussein Zaky, Mariano Ortega... El equipo comienza la temporada sembrando dudas con su juego y resultados, aunque acaba el año con una victoria relevante en la cancha del Balonmano Valladolid, donde selló su billete para la Copa de S.M. el Rey. En la segunda vuelta, el CAI Aragón pierde al extremo Pierre Hammarstrand por lesión, lo que no impide al conjunto aragonés seguir batiendo sus mejores registros históricos. En la Copa del Rey que en 2007 se celebró en Altea, el CAI Aragón vuelve a eliminar al anfitrión y vuelve a quedar apeado en semifinales, a manos del Fútbol Club Barcelona. En Liga ASOBAL, en la que finalmente se obtuvo la sexta posición -que da derecho a disputar competición europea-, se consigue por primera vez vencer a uno de los "grandes" en el Pabellón Príncipe Felipe. El verdugo del CAI en la Copa del Rey, el F. C. Barcelona de 'Xesco' Espar cae en Zaragoza (30-28) en una de las mejores actuaciones del cuadro de Kosovac. Sin embargo, es en la Copa EHF donde el CAI Aragón hace cima, ya que consigue ser finalista en su primera participación europea. El Magdeburgo alemán se proclamó campeón en una eliminatoria marcada por la tremenda igualdad. (Ver apartado: "El CAI Aragón en Europa")

#### Temporada 2007-2008
Al contrario que en temporadas anteriores, el verano de 2007 provocó menos movimientos en los despachos del CAI Aragón que los anteriores. Por primera vez desde el ascenso a la Liga ASOBAL, el club mostró su voluntad decidida por la continuidad. Solo se ficharon a tres jugadores: Ivan Stankovic, serbio procedente del Bidasoa Irún; Marko Krivokapic, serbio llegado del Granollers; y Felipe Borges, extremo brasileño procedente del Metodistas. Veroljub Kosovac vuelve a dirigir el vestuario que, una temporada más, capitanea el aragonés Amadeo Sorli. En la competición doméstica, se repiten los registros de la temporada anterior. Y en la Copa EHF, el CAI Aragón cae en semifinales ante el potente Nordhorn alemán. Al término de la campaña, el presidente Ricardo Arregui anuncia su marcha tras un lustro de constante auge (2003-2008) y deja la entidad en manos del Empresario turiasonense Domingo Aguerri.

#### Temporadas 2008-2009 y 2009-2010
La 2008-2009 es la última temporada de Veroljub Kosovac al frente del CAI Aragón. Su adiós tras una temporada discreta (tanto en la Asobal como en la EHF en la que el equipo llega a semifinales, pero cae con estrépito ante el Gummersbach) marca un punto de inflexión en la historia reciente del club. La plantilla se descapitaliza. Abandonan Zaragoza Dalibor Doder, Hussein Zaky, Stian Vatne... Y llegan jugadores de menor renombre (Gabor Grebenar, Sebastian Koch-Hansen, Jorge Maqueda...) en un contexto de crisis económica y de devaluación de la competición doméstica. Domingo Aguerri hace frente a una reducción drástica del presupuesto, aunque el club se mantiene en la zona noble de la tabla. La 2009-2010 finaliza con el CAI Aragón en séptima posición y, de nuevo, eliminado por otro alemán, el Lemgo, que dejó fuera al equipo dirigido por Mariano Ortega en los cuartos de final.

### El CAI Aragón enEuropa

#### Antecedentes
A pesar de su breve historia, el CAI Balonmano Aragón ya sabe lo que es enfrentarse a algunos de los mejores equipos de Europa. El CAI Aragón finalizó en séptima posición la temporada 2005-2006, plaza que no garantiza jugar competición europea al conjunto que la ostenta al terminar la campaña. La invitación que la Federación Europea de Balonmano hizo al Balonmano Valladolid para que disputase la Liga de Campeones de la temporada 2006-2007, llevó al CAI de rebote a la Copa EHF, en la vuelta de un equipo aragonés de balonmano a Europa recogiendo el testigo del extinto Balonmano Zaragoza femenino.

#### Primeros partidos en laCopa EHF
Con un equipo formado por jugadores con amplia experiencia europea, el CAI Aragón se embarcó en su primera aventura continental. En los dieciseisavos de final, el rival al que se tuvo que enfrentar el CAI fue el ASK Riga de Letonia. En el partido de ida, el conjunto entrenado por Veroljub Kosovac consigue un resultado récord (50-27), mientras que en el encuentro de vuelta se repite la victoria aunque con resultado más ajustado (26-33). En octavos, la entidad zaragozana se topa con el Dunaferr húngaro, un equipo rocoso que pone en problemas a los españoles: en el partido de ida, triunfo del CAI Aragón (33-21) que deja una diferencia de 12 goles que no impide el sufrimiento del partido de vuelta (derrota por 35-25). En cuartos de final, el sorteo deparó un enfrentamiento con el Bidasoa Irún, entidad con la que el CAI logra negociar el cambio en el orden de los partidos de la eliminatoria, lo que benefició al CAI, que, pese a eso, se impuso en los dos partidos (23-25 en el pabellón de Artaleku; 31-26 en Zaragoza). Ya en semifinales, al CAI le tocó en el sorteo el Skjern de Dinamarca, contra el que perdió en el partido de ida por 29-25 . En el encuentro de vuelta, ante más de 7500 espectadores en el Pabellón Príncipe Felipe, los de Kosovac lograron la remontada (29-24) que les dio el pase a la final de la Copa EHF.

#### La final ante elMagdeburgo

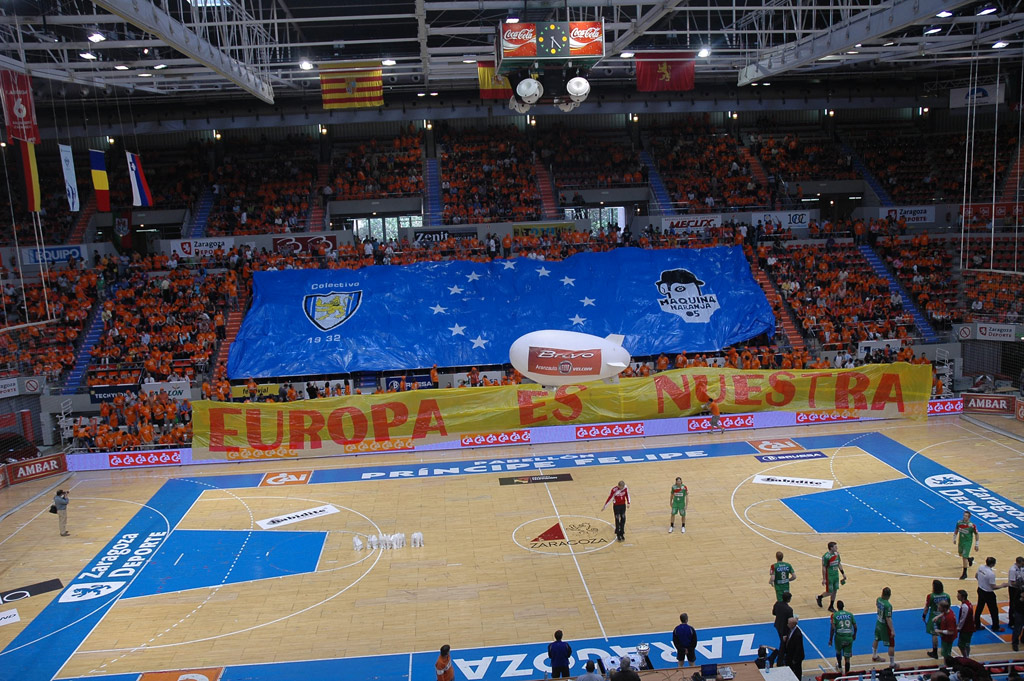
Fotografía en la que se puede ver el aspecto que presentaron las gradas del Pabellón Príncipe Felipe en el partido de ida de la final de la Copa EHF.

En la final esperaba al CAI Aragón el gran favorito desde que dio comienzo la competición, el Magdeburgo alemán. Como en todas las eliminatorias, salvo en la del Skjern, al CAI le tocó jugar el partido de ida en casa. En el primer envite de la gran final, más de 11 000 personas estuvieron presentes en el Pabellón Príncipe Felipe. El 21 de abril de 2007 se convierte en una fecha histórica para el deporte aragonés, debido a la importante concentración de seguidores en las gradas del recinto zaragozano. Lleno hasta la bandera, con un colorido espectacular, se presentó el Pabellón Príncipe Felipe en su verdadera presentación al balonmano internacional. Eso no valió para impedir que el conjunto germano, después de llegar a ir perdiendo hasta por cuatro goles, se fuese con vida. Tras 60 minutos trepidantes del mejor balonmano, el CAI firmó un empate a 30 que no fue suficiente para conseguir la Copa EHF. En el encuentro de vuelta, faltó suerte en la segunda mitad, en la que el CAI desperdició las rentas conseguidas en los minutos iniciales de la primera mitad. El Magdeburgo se proclamó merecido campeón ante un dignísimo rival, el CAI Aragón.

#### Temporada 2008-2009
Liga Asobal:
Caracterizada por una gran irregularidad en la liga asobal en buena medida marcadas por las diferentes lesiones de jugadores clave.Perdió casi todos sus encuentros por una diferencia mínima de uno o dos goles. Finalizó la liga Sabadell Atlántico Asobal en 8.ª posición tras empatar el último partido en Antequera (31-31). El CAI espera ahora los resultados de los 2 conjuntos españoles Bm. Ciudad Real y BM. Pevafersa Valladolid, porque en caso de que estos dos ganen la Champions League y la Recopa de Europa respectivamente, el CAI es muy posible que reciba una invitación para disputar la Copa EHF 2009-2010.
Copa del Rey:
En la copa del rey pasó a semifinales eliminando al Pilotes 34-36, pero cayó con el Ciudad Real en un partido difícil para ambos.
En cuanto a la Copa EHF:
Eliminó: el Os Belenenses de Portugal, el equipo Croata del Nexe y al Juventud Deportiva Arrate de España.
En semifinales se enfrentó en la ida al equipo alemán Vfl gummersbach, partido disputado en el pabellón Eugen-Haas-Halle, y perdió de una manera contundente 39-25, poniendo así cuesta arriba la eliminatoria para el conjunto Zaragozano en el partido de la vuelta. En este último, el Cai, apoyado por más de 4.000 personas, consiguió vencer al conjunto Alemán por una renta de 4 goles (32-28),pero insuficiente para clasificarse para la final de la competición.

#### Temporada 2015-2016
En un decisión tomada por la asamblea del club aragonés, el BM Aragón deja la liga ASOBAL por problemas de solvencia económica. Sus problemas quedaron plasmados al tener que acogerse al concurso de acreedores que provocó que estuviese a punto de la desaparición ya en julio de 2014. Pese al gran trabajo realizado por Eduardo Acón, tras su fallecimiento el equipo no ha levantado cabeza.

## Palmarés
| Competición    | Títulos | Subcampeonatos |
| -------------- | ------- | -------------- |
| Copa EHF (0/1) |         | 2006-07.       |

- 5.º clasificado de la Liga ASOBAL (2011/2012).